# Murder (album)
Murder je četvrti studijski album norveškog black metal-sastava Gehenna. Diskografska kuća Moonfog Productions objavila ga je 30. listopada 2000.

## O albumu
Murder je bio posljednji Gehennov album na kojem se pojavio basist Frode "E.N. Death" Sivertsen i bubnjar Jan "Blod" Fosse. Također je to bilo prvo izdanje sastava na kojem je svirao dodatni gitarist Ole "Nekro" Egeli. 

## Popis pjesama
Tekstovi: Sanrabb, osim gdje je navedeno drugačije, glazba: Sanrabb.
| 1.    | »Intro«             |                 | 1:13 |
| 2.    | »Murder«            |                 | 2:46 |
| 3.    | »Worthy Exit«       |                 | 3:06 |
| 4.    | »Devout Dementia«   |                 | 4:12 |
| 5.    | »The Crucified One« |                 | 3:27 |
| 6.    | »Perfect Hate«      |                 | 5:04 |
| 7.    | »To the Grave«      | Sanrabb, Dolgar | 2:42 |
| 8.    | »Trail of Blood«    |                 | 2:30 |
| 9.    | »Master Satan«      |                 | 3:23 |
| 10.   | »The Dead«          | Dolgar          | 3:17 |
| 31:40 |                     |                 |      |

| Bonus pjesme na reizdanju Peaceville Recordsa iz 2012. | Bonus pjesme na reizdanju Peaceville Recordsa iz 2012. | Bonus pjesme na reizdanju Peaceville Recordsa iz 2012. | Bonus pjesme na reizdanju Peaceville Recordsa iz 2012. | Bonus pjesme na reizdanju Peaceville Recordsa iz 2012. | Bonus pjesme na reizdanju Peaceville Recordsa iz 2012. | Bonus pjesme na reizdanju Peaceville Recordsa iz 2012. | Bonus pjesme na reizdanju Peaceville Recordsa iz 2012. | Bonus pjesme na reizdanju Peaceville Recordsa iz 2012. | Bonus pjesme na reizdanju Peaceville Recordsa iz 2012. |
| Br.                                                    | Skladba                                                | Tekstopisac                                            | Skladatelj                                             | Trajanje                                               |                                                        |                                                        |                                                        |                                                        |                                                        |
| ------------------------------------------------------ | ------------------------------------------------------ | ------------------------------------------------------ | ------------------------------------------------------ | ------------------------------------------------------ | ------------------------------------------------------ | ------------------------------------------------------ | ------------------------------------------------------ | ------------------------------------------------------ | ------------------------------------------------------ |
| 11.                                                    | »Cursed in Eternity« (obrada Mayhema)                  | Necrobutcher                                           | Euronymous, Hellhammer, Necrobutcher, Blackthorn       | 4:48                                                   |                                                        |                                                        |                                                        |                                                        |                                                        |
| 12.                                                    | »Murder« (alternativna verzija)                        |                                                        |                                                        | 2:44                                                   |                                                        |                                                        |                                                        |                                                        |                                                        |
| 13.                                                    | »The Dead« (alternativna verzija)                      | Sanrabb, Dolgar                                        |                                                        | 3:16                                                   |                                                        |                                                        |                                                        |                                                        |                                                        |
| 14.                                                    | »Devout Dementia« (alternativna verzija)               |                                                        |                                                        | 4:13                                                   |                                                        |                                                        |                                                        |                                                        |                                                        |
| 15.                                                    | »Perfect Hate« (instrumentalna verzija)                |                                                        |                                                        | 5:12                                                   |                                                        |                                                        |                                                        |                                                        |                                                        |
| 16.                                                    | »To the Grave« (instrumentalna verzija)                |                                                        |                                                        | 2:41                                                   |                                                        |                                                        |                                                        |                                                        |                                                        |
| 17.                                                    | »Trail of Blood« (instrumentalna verzija)              |                                                        |                                                        | 2:31                                                   |                                                        |                                                        |                                                        |                                                        |                                                        |
| 18.                                                    | »Crucified One« (ADP verzija)                          |                                                        |                                                        | 3:55                                                   |                                                        |                                                        |                                                        |                                                        |                                                        |
| 61:10                                                  |                                                        |                                                        |                                                        |                                                        |                                                        |                                                        |                                                        |                                                        |                                                        |

## Osoblje
| Gehenna - Sanrabb – gitara, vokal, klavijature - Dolgar – vokal, gitara - E.N. Death – bas-gitara - Blod – bubnjevi, udaraljke Dodatni glazbenici - Ole "Nekro" Egeli – solo-gitara (na 2., 5. i 9. pjesmi) | Ostalo osoblje - Øyvind Grødem – produkcija, inženjer zvuka - Stig Kleppe – produkcija, inženjer zvuka - Wongraven – mastering - Lund – mastering - Gaute Tengesdal – fotografije |